# Isabelle Galant
Isabelle Galant (Aat, 3 december 1963) is een Belgisch politica voor de MR..

## Levensloop
Galant werd beroepshalve ambtenaar op het ministerie van Financiën en bestuurder van vennootschappen.
Voor de toenmalige PRL werd Isabelle Galant in 1988 verkozen tot gemeenteraadslid van Lens en was er van 2012 tot 2015 burgemeester. In 2015 kwam er aan haar burgemeesterschap een einde toen er een motie van wantrouwen tegen de bestuursmeerderheid werd goedgekeurd. Na de verkiezingen van oktober 2018 werd ze opnieuw burgemeester van de gemeente. Ook was ze van 2006 tot 2017 provincieraadslid van Henegouwen.
Bij de federale verkiezingen van mei 2014 stond Galant als tweede opvolger op de MR-lijst van de provincie Henegouwen voor de Kamer van volksvertegenwoordigers. In augustus 2017 werd ze Kamerlid in opvolging van Denis Ducarme, die minister in de federale Regering-Michel I werd. Ze bleef deze functie uitoefenen tot aan de federale verkiezingen van mei 2019, waarbij ze opnieuw als tweede opvolger op de Henegouwse MR-lijst stond. Van maart tot oktober 2020 was ze opnieuw Kamerlid in opvolging van Marie-Christine Marghem, toen die minister was in de federale Regering-Wilmès II.
Haar jongere zus Jacqueline Galant werd eveneens politiek actief voor de MR en was van 2014 tot 2016 minister van Mobiliteit in de Regering-Michel I. Hun vader Pierre Galant was burgemeester in Jurbeke.